# Sphenodesmus occcidentalis
Sphenodesmus occcidentalis är en mångfotingart som beskrevs av Jeekel 1965. Sphenodesmus occcidentalis ingår i släktet Sphenodesmus och familjen Gomphodesmidae. Inga underarter finns listade i Catalogue of Life.